# Місце нанесення удару
Місце нанесення удару (англ. Point of Impact) — американський бойовик 1993 року.

## Сюжет
Офіцер митниці Джек Девіс втрачає приятеля при затриманні контрабандного вантажу, і його виганяє з поліції продажний начальник. Тоді він починає своє власне розслідування, і слід виводить його на ватажка кубинського угруповання Ларго, до дружини якого він наймається охоронцем. Невдовзі між ними починається пристрасна любов.

## У ролях
- Майкл Паре — Джек Девіс
- Барбара Каррера — Єва Ларго
- Майкл Айронсайд — Роберто Ларго
- Леуа Рейд — Сандра Фішер
- Йен Юлі — Мартін Каллен
- Майкл МакГоверн — Хоган
- Енгус Дуглас — Філ
- Кітан Ларені — Себастьян
- Генрі Селе — Тайтус
- Тоні Капрарі — Рікардо
- Лара Логан — Ніна